# Naruto: Ninja Destiny
Naruto: Ninja Destiny (ナルト- 忍列伝?,  Naruto: Shinobi Retsuden) è un videogioco per Nintendo DS basato sul famoso manga e anime Naruto di Masashi Kishimoto. La storia narrata parte dallo scontro di Neji e Naruto durante gli esami di selezione dei chunin e termina con lo scontro dei tre Ninja Supremi a Tanzaku.

## Modalità di gioco
Il gameplay è molto semplice: utilizzando vari personaggi bisogna seguire la modalità storia basata sul manga originale o sfidare il computer in lotte libere. Ogni personaggio avrà a disposizione solo una mossa speciale per ognuno, fatta eccezione per Naruto che ne ha due. Il touch screen serve per attivare armi, corazze o vita extra.

## Personaggi
Inizialmente sono giocabili 7 personaggi:
- Naruto Uzumaki
- Sasuke Uchiha
- Sakura Haruno
- Kakashi Hatake
- Neji Hyuga
- Shikamaru Nara
- Rock Lee

Proseguendo nella storia o completando determinate sfide si sbloccheranno anche:
- Gai Maito
- Orochimaru
- Gaara
- Temari
- Tsunade
- Jiraiya
- Itachi Uchiha
- Naruto a Nove Code